# ٽ
ٽ‬ – litera rozszerzonego alfabetu arabskiego, wykorzystywana w języku sindhi. Używana jest do oznaczenia dźwięku [ʈ], tj. spółgłoski zwartej z retrofleksją bezdźwięcznej. 

## Postacie litery
| Postać: | izolowana | końcowa | środkowa | początkowa |
| ------- | --------- | ------- | -------- | ---------- |
| Wygląd: | ٽ‬         | ـٽ‬      | ـٽـ‬      | ٽـ‬         |

## Kodowanie
| Znak                   | ٽ                                                 | ٽ                                                 |
| ---------------------- | ------------------------------------------------- | ------------------------------------------------- |
| Nazwa w Unikodzie      | Arabic Letter Teh with three dots above downwards | Arabic Letter Teh with three dots above downwards |
| Kodowanie              | dziesiątkowo                                      | szesnastkowo                                      |
| Unicode                | 1661                                              | U+067D                                            |
| UTF-8                  | 217 189                                           | d9 bd                                             |
| Odwołania znakowe SGML | &#1661;                                           | &#x067D;                                          |